# 杜審言

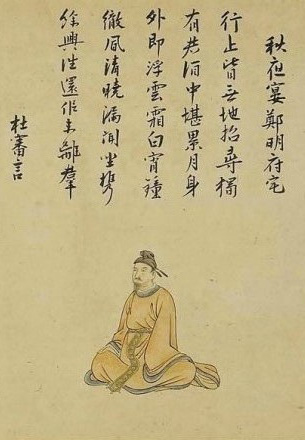
杜審言

杜 審言（と しんげん、貞観19年（645年） - 景龍2年（708年））は、中国唐代の詩人。字は必簡。襄州襄陽県（現在の湖北省襄陽市襄州区）の人。本貫は京兆郡杜陵県。西晋の杜預の子の杜耽の末裔にあたる。曾祖父は杜叔毗。祖父は杜魚石。父は杜依芸。従兄は杜易簡。子は杜閑・杜並・杜専・杜登。孫は杜甫ら。

## 略歴
咸亨元年（670年）に進士となり、隰城県尉となった。自らの才能を恃むところ頗（すこぶ）る強く、大胆な放言をしては周囲から憎悪されていた。また、杜審言は立場が上の人間に対する態度は弱く、武則天に召し出された時には、必要以上に媚び諂って感謝するという有様であった。しかし、詩を絶賛されたり、李嶠・崔融・蘇味道らと共に「文章四友」と呼ばれるなど、その才能は認められていた。
神龍元年（705年）頃、武則天の寵臣の張易之らと親しくしていたために左遷され、峰州（現在のベトナムフート省）に流された。その後、都に戻って国子館主簿・修文館直学士になり、病死した。死に際しても見舞いに来た友人の宋之問らに「わたしの才能が今まで君達を押さえ込んできたが、これからわたくしが死ぬからにはさぞ喜ばしかろう」などと言い放ったという。

## 詩風
詩は五言律詩を得意とする。『杜審言集』が明代に編纂された。